# Laurent Walthert
Laurent Walthert (Neuchâtel, 30 marzo 1984) è un ex calciatore svizzero, di ruolo portiere.

## Palmarès

### Club
- Promotion League: 1

Neuchâtel Xamax: 2014-2015
- Challenge League: 1

Neuchâtel Xamax: 2017-2018